# Eduardo Pérez Martínez
Eduardo Pérez Martínez, generalmente accreditato come Eduardo Pérez (Medellín, 5 febbraio 1992), è un attore colombiano.

## Carriera
Ha debuttato nel 2013 come attore venendo scelto come Mirco Vladimoff nella telenovela colombiana Chica vampiro. Dal 2015 al 2016 ha interpretato il ruolo dell'androide Roby Mejía nella telenovela Io sono Franky.

## Filmografia

### Televisione
- Chica vampiro – serial TV, (2013)
- Io sono Franky (Yo soy Franky) – serial TV, (2015-2016)
- La Regina del Sud – serial TV, (2019)
- La Reina de Indias y el Conquistador – serial TV, (2020)
- Enfermeras – serial TV, (2021-2022)
- Sono ancora io (Siempre fui yo) – serial TV, (2024)
- Pedro el escamoso: más escamoso que nunca – serial TV, (2024)

## Discografia

### Colonne sonore
- 2013 – Chica vampiro

## Doppiatori italiani
Nelle versioni in italiano delle opere in cui ha recitato, Eduardo Pérez è stato doppiato da:
- Daniele Raffaeli in Chica Vampiro[1]
- Marco Briglione in Io sono Franky[2]